# Pierre Courant
Pour les articles homonymes, voir Courant.
Pierre Courant est un avocat et homme politique français, né le 12 septembre 1897 au Havre et mort le 22 mars 1965 dans sa ville natale.

## Biographie
Avocat, ancien bâtonnier, Pierre Octave Courant est élu député de la sixième circonscription de la Seine-Inférieure (aujourd'hui Seine-Maritime) aux deux Assemblées nationales constituantes puis à l’Assemblée nationale comme républicain-indépendant (CNI) de 1946 à 1962.
Il se prononce pour le retour du général de Gaulle au pouvoir en 1958.
Il est maire du Havre de 1941 à 1944 sous l'Occupation, décoré de la Francisque. Il est de nouveau maire de 1947 à 1954. Conseiller général depuis 1945, il est président de l’assemblée départementale. Il est membre de l’Assemblée parlementaire du Conseil de l'Europe. Il est président de la commission de surveillance de la Caisse des dépôts et consignations de 1956 à 1963.

### Fonctions gouvernementales
- Ministre du Budget du gouvernement Pleven II (du 11 août 1951 au 20 janvier 1952)
- Ministre du Budget du gouvernement Faure I du 20 janvier au 8 mars 1952
- Ministre de la Reconstruction et du Logement du gouvernement Mayer (du 8 janvier au 28 juin 1953)

Dans ce dernier ministère, sa devise est « Construire est d’abord un acte de volonté ». Pierre Courant fait voter une loi qui met en place une série d'interventions facilitant la construction de logements tant du point de vue foncier que du point de vue du financement et de l'appareil de production. En 1953, la création de la contribution obligatoire des entreprises à l'effort de construction (1 % de la masse des salaires pour les entreprises de plus de 10 salariés) introduit des ressources supplémentaires pour la réalisation de logements sociaux.

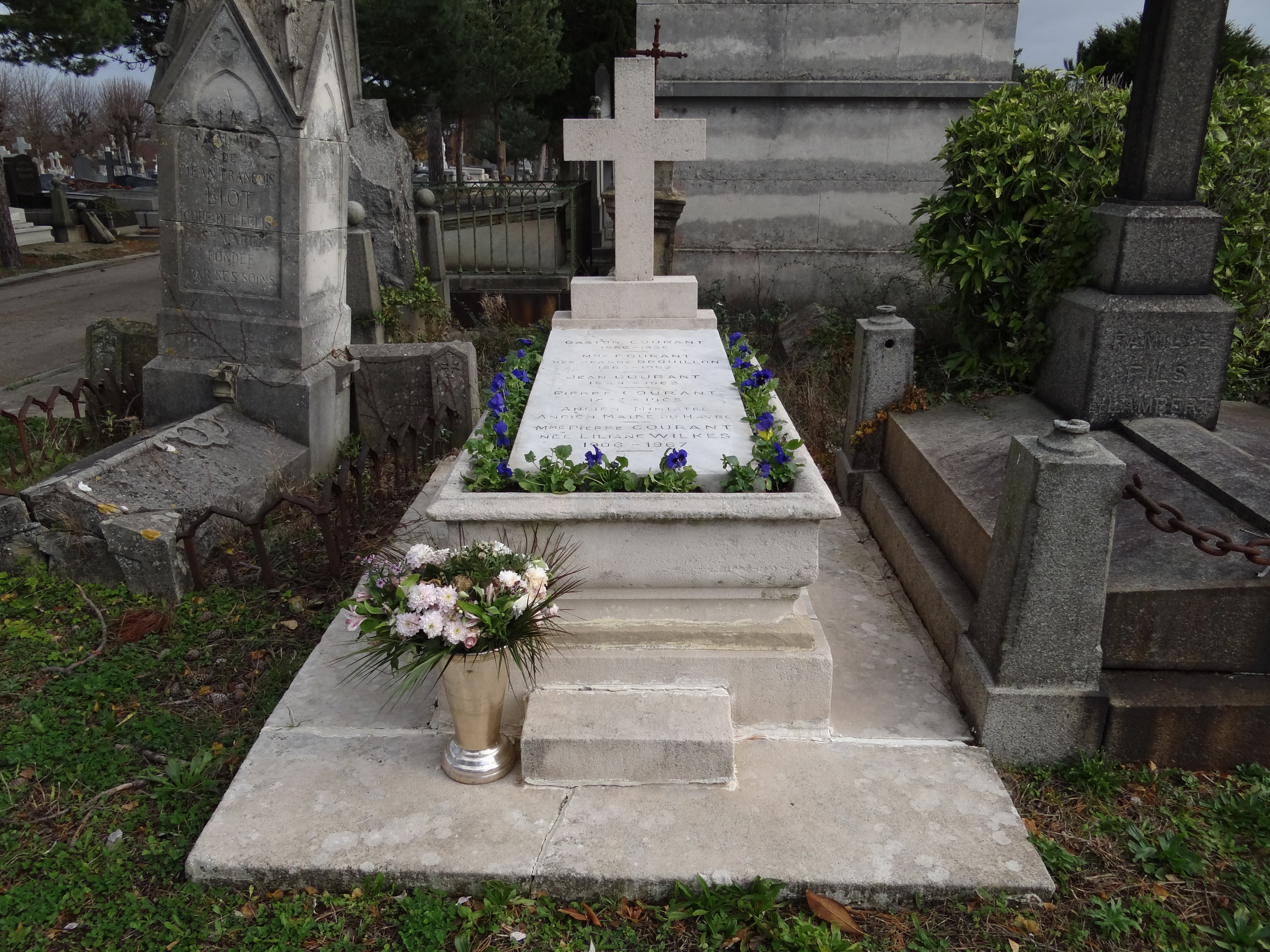
La tombe de Pierre Courant au cimetière Sainte-Marie du Havre (Seine-Maritime).

## Décorations
- Chevalier de la Légion d'honneur[1]
- Ordre de la Francisque[2].
- Commandeur de l'ordre de Léopold